# FC Goa
FC Goa is een voetbalclub uit India, die vanaf oktober 2014 uitkomt in de Indian Super League. De club is eigendom van de Indiase zakenman Venugopal Dhoot. De ambassadeur van de club is Bollywood-acteur Varun Dhawan. De zogenaamde 'marquee speler' van de club is Robert Pirès. Andere bekende spelers van de club zijn doelman Jan Šeda en aanvaller Miroslav Slepička.

## Bekende (ex-)spelers
- Youness Bengelloun
- Manuel Lanzarote Bruno
- Peter Carvalho
- Adrián Colunga
- Narayan Das
- Prabir Das
- Miguel Herlein
- Edgar Marcelino
- Léo Moura
- Reinaldo da Cruz Oliveira
- André Clarindo dos Santos
- Jan Šeda
- Mark Sifneos
- Júlio César da Silva e Souza

## Bekende (ex-)trainers
- Zico

ATK Mohun Bagan ·
Bengaluru ·
Chennaiyin ·
East Bengal ·
Goa ·
Hyderabad ·
Jamshedpur ·
Kerala Blasters ·
Mumbai City ·
NorthEast United ·
Odisha